# Gnophos respersaria
Gnophos respersaria là một loài bướm đêm trong họ Geometridae.